# IX Cumbre Iberoamericana
La Novena Cumbre Iberoamericana de Jefes de Estado y de Gobierno de los 21 países miembros, se realizó en la capital de Cuba, La Habana, entre los días 15 y 16 de noviembre de 1999.

## Historia
El tema principal fue la situación financiera internacional de Iberoamérica en una economía globalizada, y acordaron pedir al gobierno federal de Estados Unidos el fin de la aplicación de la Ley Helms-Burton. En esta Cumbre se dio un importante paso en la cooperación de los países iberoamericanos, aprobando formalmente la constitución de la Secretaría de Cooperación Iberoamericana (SECIB), con sede en Madrid, España.

### Controversias
Aprovechando la ocasión activistas pro democracia planearon una serie de protestas en La Habana. El 10 de noviembre Ángel Pablo Polanco, el director de Noticuba, fue detenido para impedirle que informara sobre las protestas que rodearon la Cumbre Iberoamericana. Las autoridades cubanas detuvieron a más de 200 disidentes durante las semanas previas y posteriores a la Cumbre. Aunque la gran mayoría de los detenidos fueron puestos en libertad finalmente sin cargos, unos cuantos fueron procesados. El caso más grave fue el de Óscar Elías Biscet que fue sentenciado a 3 años de cárcel.

## Participantes

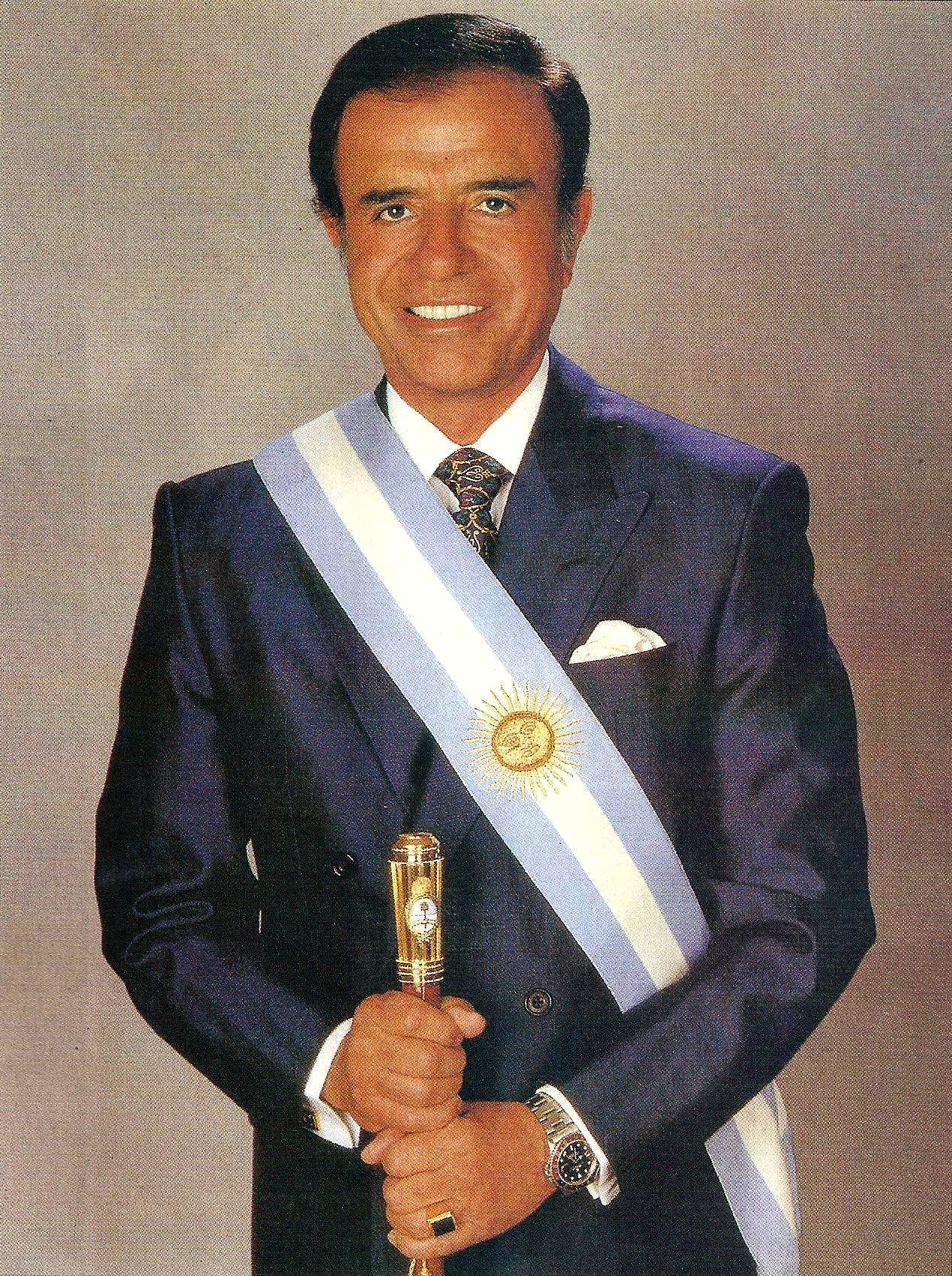
ARG Carlos Menem, Presidente
BOL Hugo Banzer Suárez, Presidente
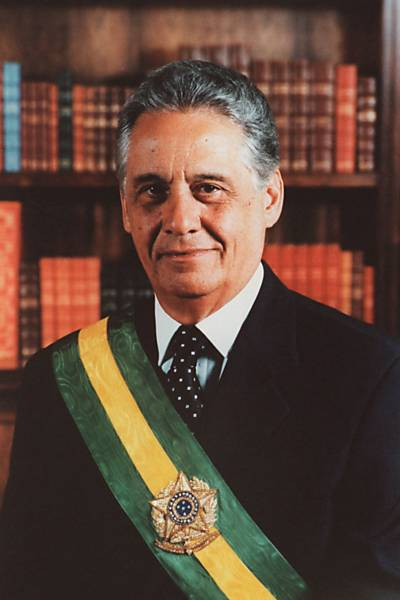
BRA Fernando Henrique Cardoso, Presidente
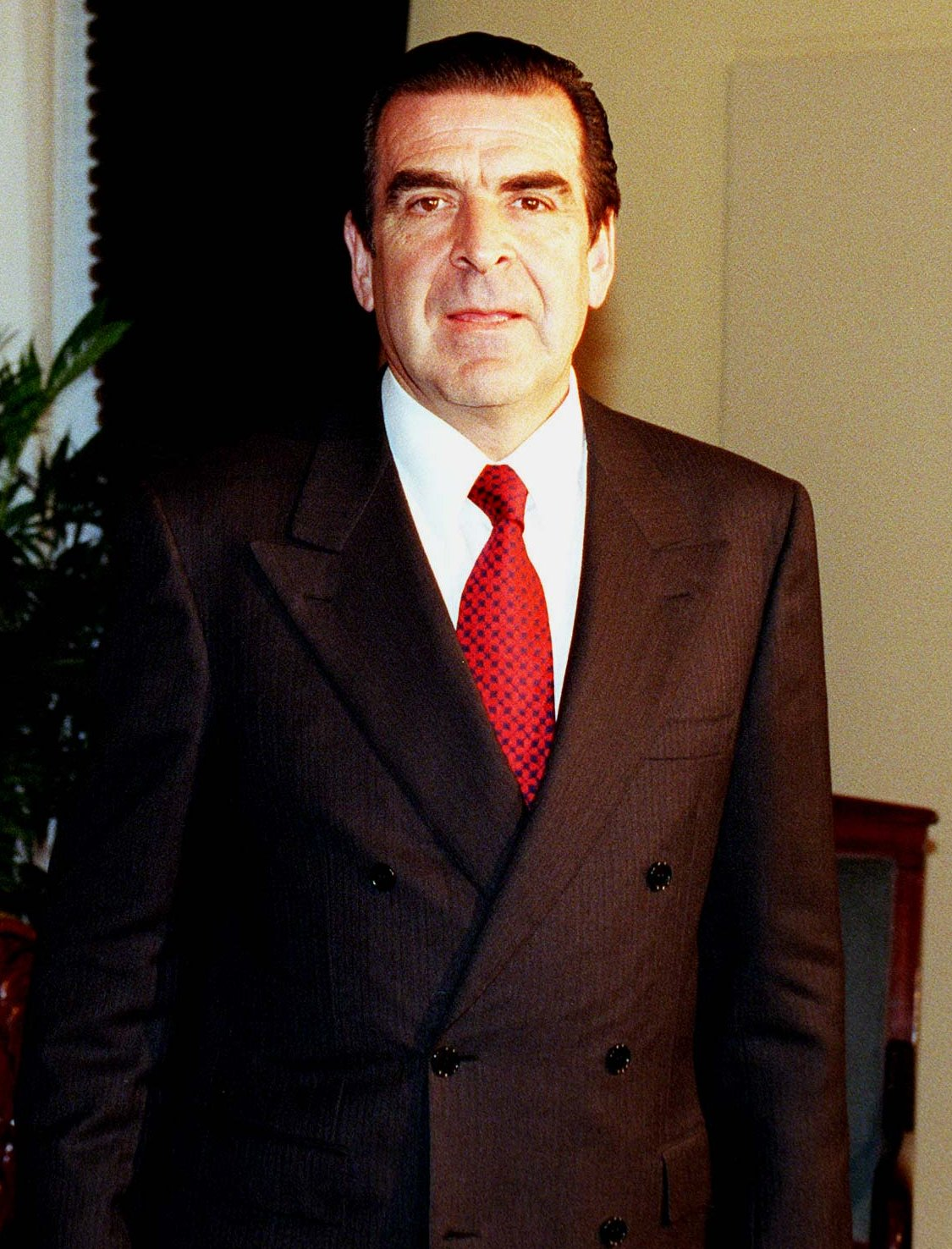
CHI Eduardo Frei Ruiz-Tagle, Presidente
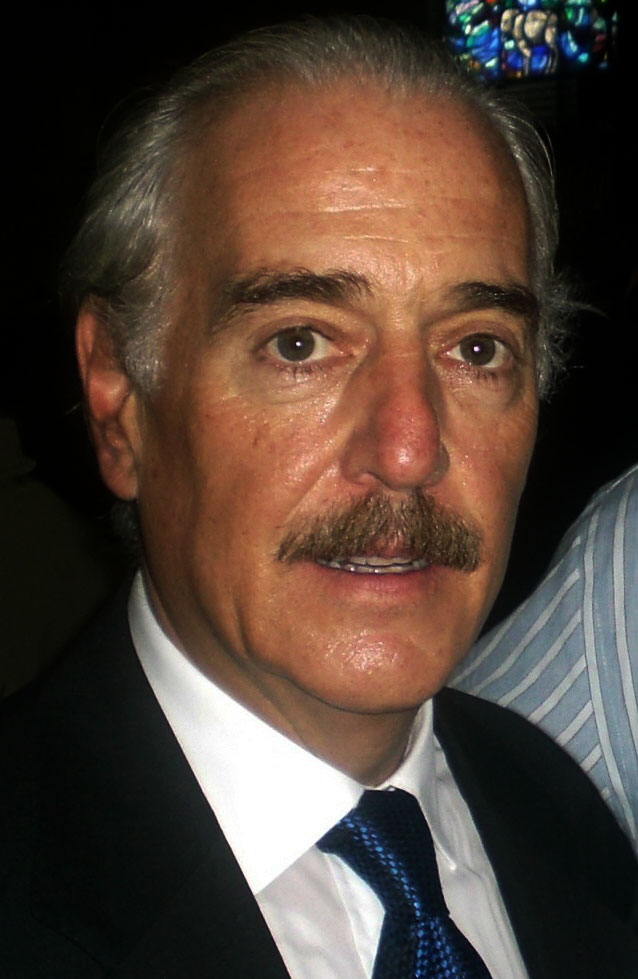
COL Andrés Pastrana, Presidente
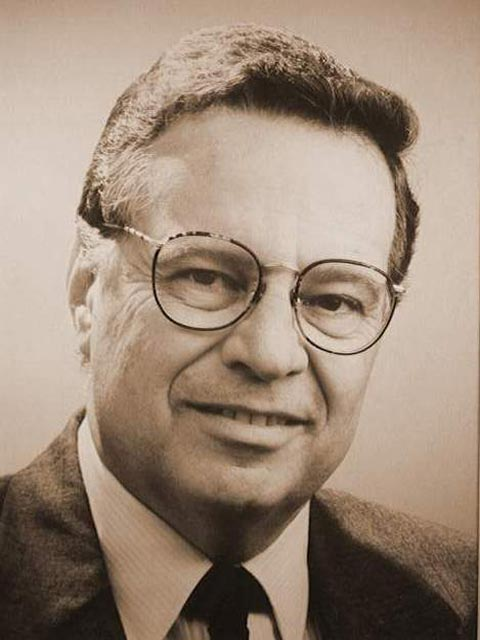
CRI Miguel Ángel Rodríguez, Presidente
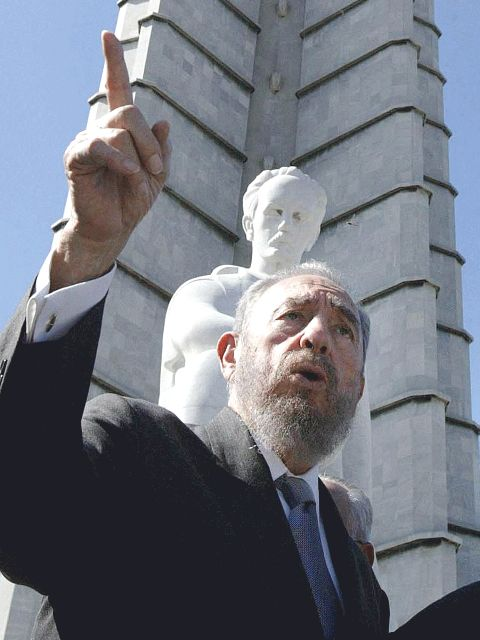
CUB Fidel Castro, Presidente (anfitrión)
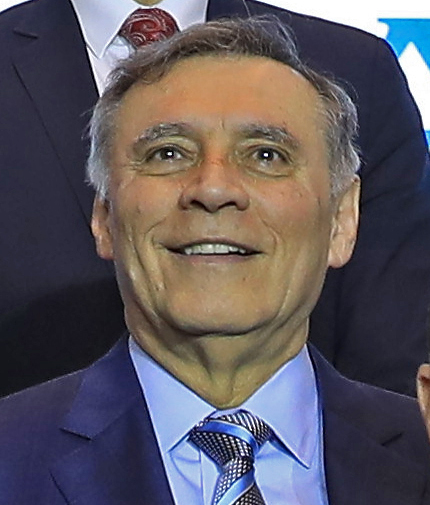
ECU Jamil Mahuad, Presidente
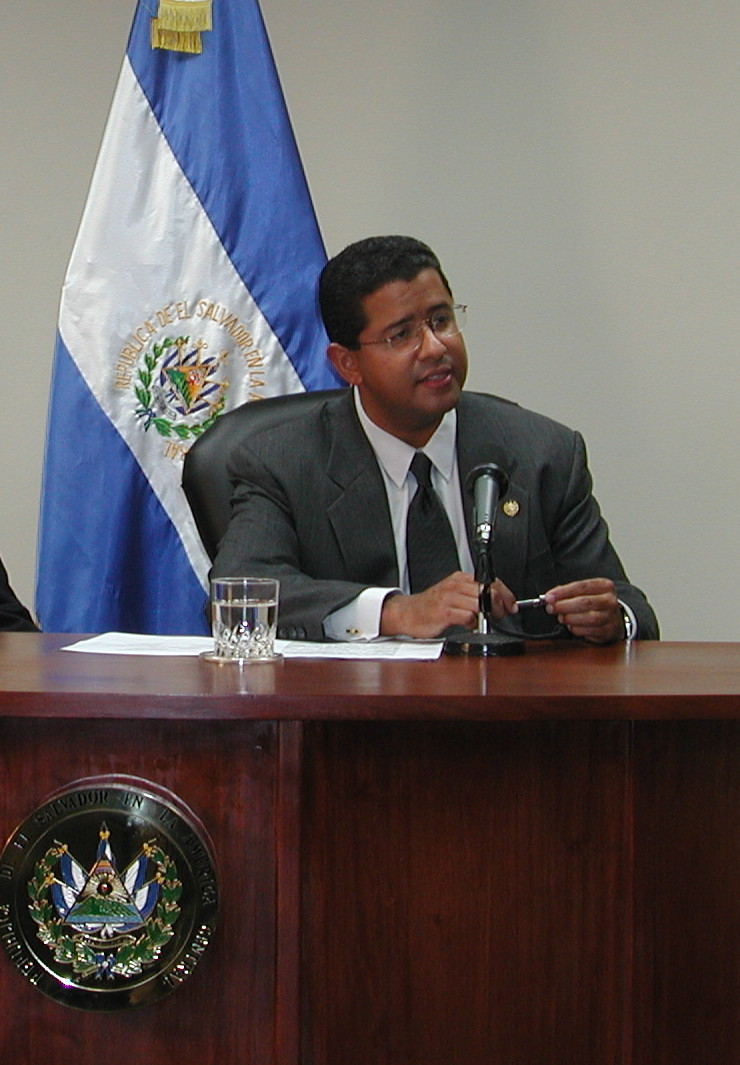
SLV Francisco Flores, Presidente
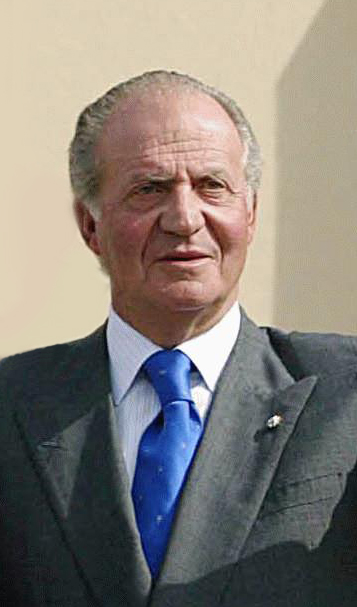
ESP Juan Carlos I, Rey
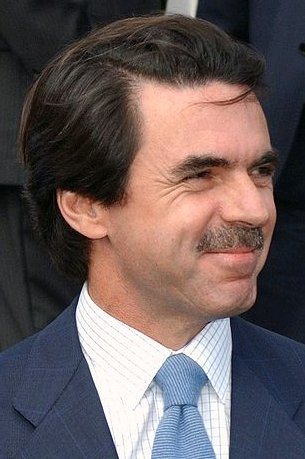
ESP José María Aznar, Presidente del Gobierno
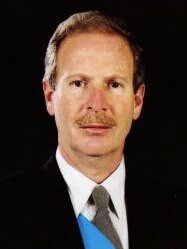
GTM Álvaro Arzú Irigoyen, Presidente
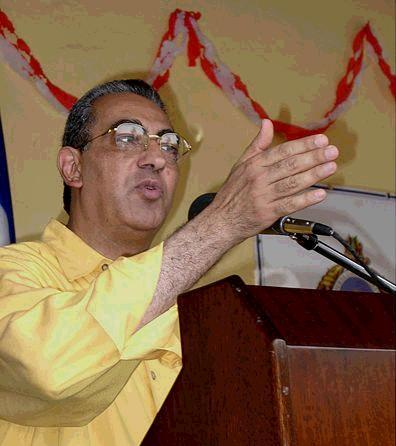
HON Carlos Flores Facussé, Presidente
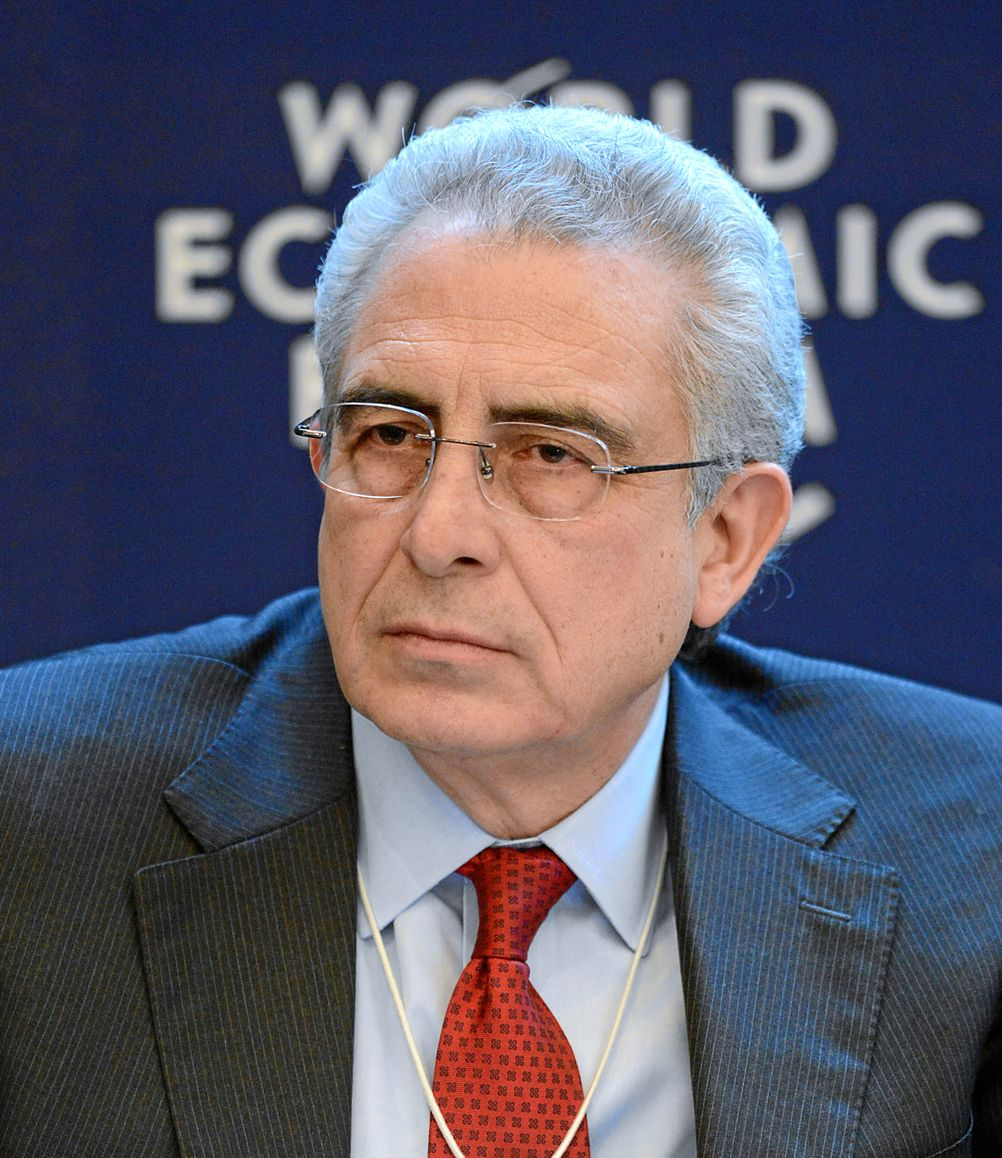
MEX Ernesto Zedillo Ponce de León, Presidente
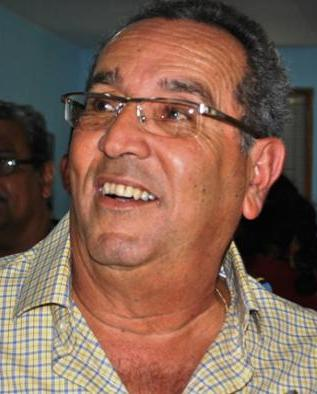
NIC Arnoldo Alemán, Presidente
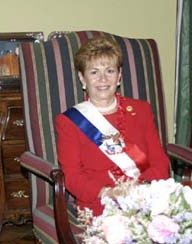
PAN Mireya Moscoso, Presidenta
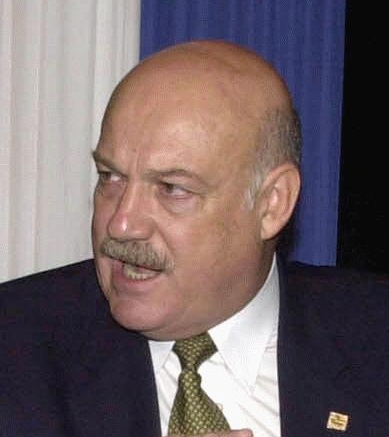
PAR Luis Ángel González Macchi, Presidente
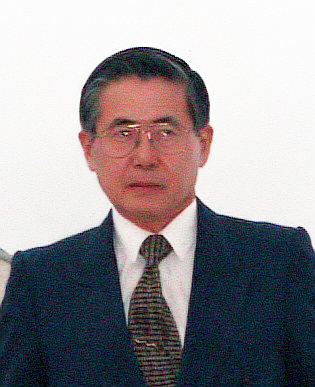
PER Alberto Fujimori, Presidente
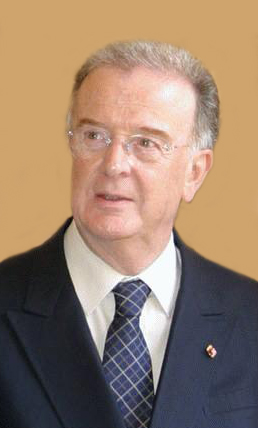
POR Jorge Sampaio, Presidente
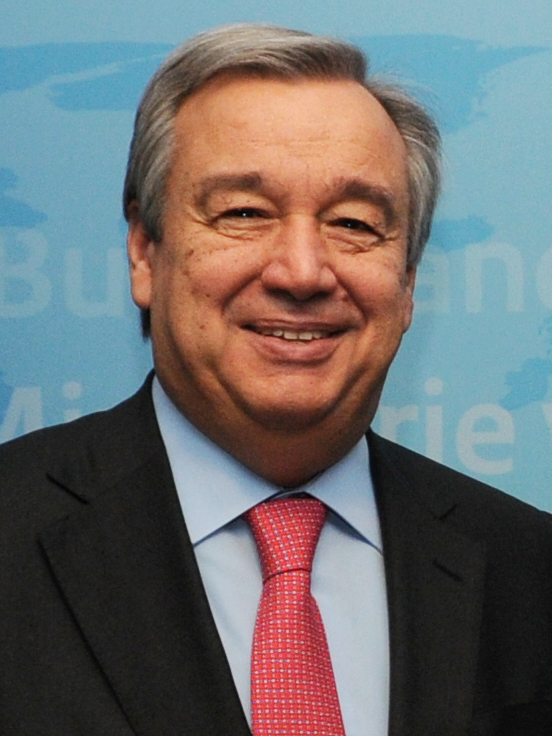
POR António Guterres, Primer Ministro
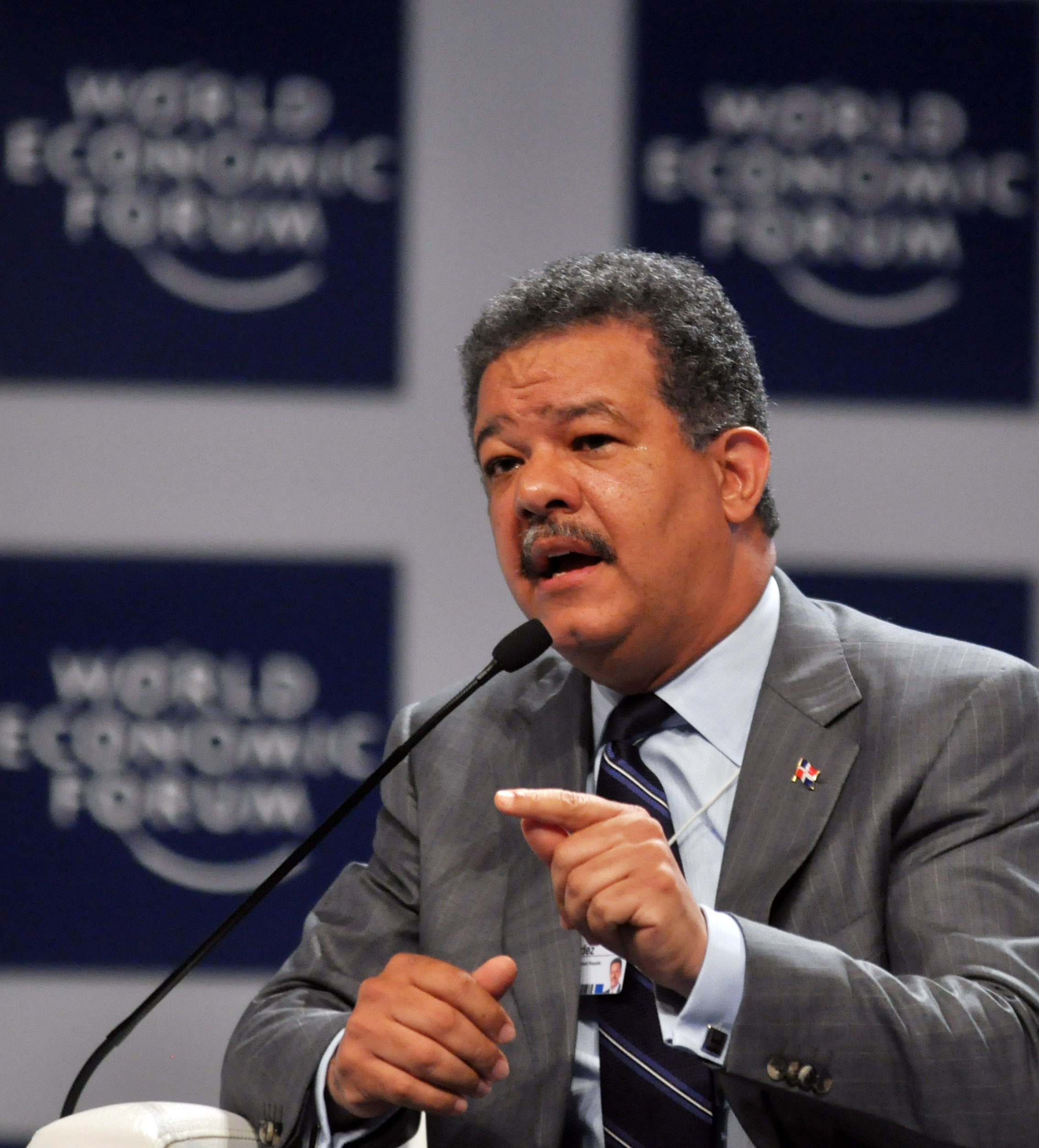
DOM Leonel Fernández, Presidente
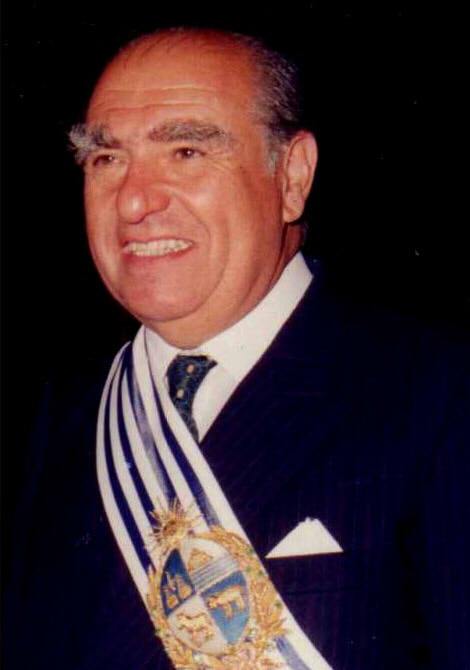
URU Julio María Sanguinetti, Presidente
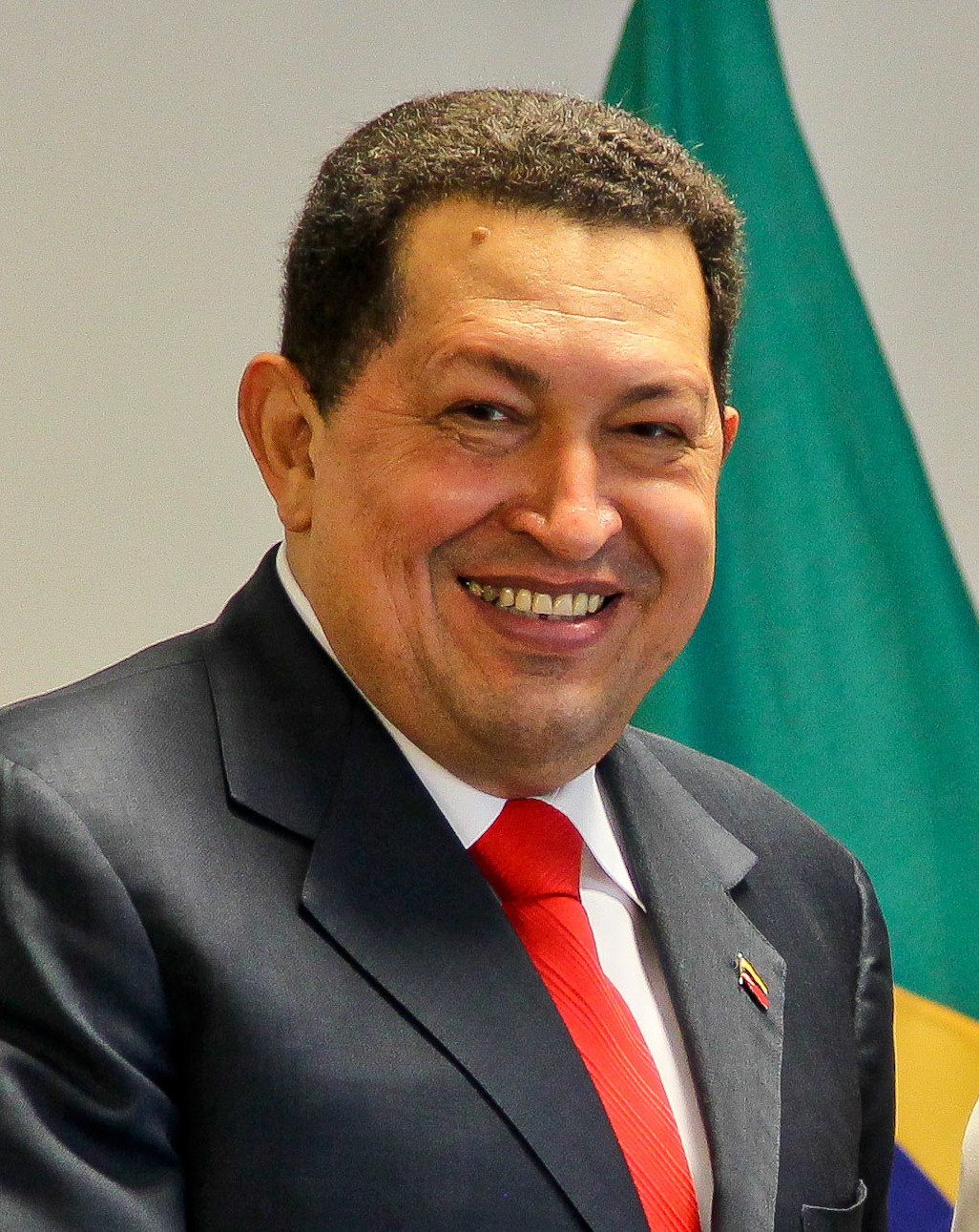
VEN Hugo Chavez, Presidente

- Argentina
Carlos Menem, Presidente
- Bolivia
Hugo Banzer Suárez, Presidente
- Brasil
Fernando Henrique Cardoso, Presidente
- Chile
Eduardo Frei Ruiz-Tagle, Presidente
- Colombia
Andrés Pastrana, Presidente
- Costa Rica
Miguel Ángel Rodríguez, Presidente
- Cuba
Fidel Castro, Presidente
(anfitrión)
- Ecuador
Jamil Mahuad, Presidente
- El Salvador
Francisco Flores, Presidente
- España
Juan Carlos I, Rey
- España
José María Aznar, Presidente del Gobierno
- Guatemala
Álvaro Arzú Irigoyen, Presidente
- Honduras
Carlos Flores Facussé, Presidente
- México
Ernesto Zedillo Ponce de León, Presidente
- Nicaragua
Arnoldo Alemán, Presidente
- Panamá
Mireya Moscoso, Presidenta
- Paraguay
Luis Ángel González Macchi, Presidente
- Perú
Alberto Fujimori, Presidente
- Portugal
Jorge Sampaio, Presidente
- Portugal
António Guterres, Primer Ministro
- República Dominicana
Leonel Fernández, Presidente
- Uruguay
Julio María Sanguinetti, Presidente
- Venezuela
Hugo Chavez, Presidente